# Bolsa de Bucarest
La Bolsa de Bucarest BVB (en Idioma rumano: Bursa de Valori Bucureşti) es la principal bolsa de valores de Rumania. Fue fundada en 1882, cerró entre 1916 y 1919 a causa de la Primera Guerra Mundial y volvió a cerrarse en 1945 tras la formación de la República Socialista de Rumania. Tras la caída del gobierno comunista, la bolsa fue reabierta el 21 de abril de 1995. 
En 2005 fue combinada con la bolsa electrónica de tipo NASDAQ, el Rasdaq que operaba hasta entonces en el país.
Su cooperación con la Bolsa de Viena es muy intensa.
El BET Index o BET-10 es el índice bursátil principal de Rumanía, lanzado el 19 de septiembre de 1997. Se utiliza para medir el rendimiento de las empresas cotizadas en la Bolsa de Valores de Bucarest BVB.
Entre las figuras destacadas se encuentran las empresas que han marcado el desarrollo del mercado de valores rumano, como Banca Transilvania  y Fondul Proprietatea.